# King Fisher
John King Fisher (octobre 1853 - mars 1884) était un as de la gâchette qui vivait au Texas (Etats-Unis) au cours de l'âge d'or du Conquête de l'Ouest

## Enfance et éducation
Fisher est né au mois d'octobre 1853 à Collin County, au nord de Dallas, au Texas, de Jobe Fisher et Lucinda Warren. Il avait deux frères prénommés Jasper et James. Sa mère mourut alors qu'il avait deux ans et son père se remaria avec une femme du nom de Minerva. Une fois la guerre civile terminée, la famille déménagea à Williamson County, près d'Austin, où son frère James habitait alors.
Jobe Fisher était un éleveur de bétail qui possédait et exploitait deux wagons de marchandises. Après la mort de la belle-mère de John, Minerva, les Fishers partirent s'installer à Goliad, à l'ouest de Victoria, Texas, où ils furent rejoints par la grand-mère paternelle, qui aida son fils à élever ses enfants. King Fisher était turbulent, hâbleur et avait du succès auprès des filles. Il aimait avoir une cour autour de lui. Son père l'envoya vivre seul avec son frère James aux alentours de 1869. Deux ans plus tard, Fisher était arrêté pour vol de cheval et condamné à deux ans de prison. Toutefois, en raison de son jeune âge, il fut libéré après un court laps de temps, la même année.

### Cowboy et hors-la-loi
Après sa sortie de prison, Fisher commença à travailler comme cow-boy. En raison des incessants razzias, pillages, vols et viols dont étaient victimes les habitants du Texas de la part des bandes de hors-la-loi, John King finit par se trouver embarqué dans des activités de gangs. Grâce à son succès rapide dans ce milieu, il conçut le projet de devenir un gangster. Il commença alors à s'habiller avec des vêtements flamboyants et portait des pistolets aux poignées en ivoire. Il intégra alors une bande qui faisait régulièrement des incursions au Mexique.
Cependant, très rapidement, un différend surgit sur la façon de partager un butin. L'un des hommes sortit son pistolet, et Fisher dégaina immédiatement, tuant trois bandits dans l'affrontement. Il devint alors le chef de la bande. Dans les mois qui suivirent il tua encore 7 bandits mexicains. En 1872, il acheta un ranch sur le rio Grande, près d'Eagle Pass, dans le Maverick County sur la frontière mexicaine. Il utilisa ce ranch comme base des opérations pour sa bande et se sentait si sûr de lui qu'il avait même fait poser une panneau indiquant : "ceci est la route de King Fisher. Prenez l'autre."
À cette époque, King Fisher s'attaquait rarement aux autres éleveurs de bétail du Texas, préférant faire des raids de l'autre côté de la frontière. Ce fut une période très intense en termes de violences, vols, viols, agressions, commis par les bandits américains comme mexicains.
En réponse à un sentiment d'absence de représailles à l'encontre des bandits mexicains de la part des services de l'État, les fermiers texans s'étaient eux aussi regroupés en bandes armées. Ces attaques nourrissaient des querelles incessantes de part et d'autre du rio Grande, ce qui ne facilitait pas le travail des bataillons de rangers du Texas, qui tentaient de protéger les habitants des razzias des Mexicains.
Les rangers, sous les ordres de Leander H. McNelly, affrontaient les bandits du chef mexicain Juan Cortina. Les rangers perquisitionnèrent aussi le ranch de Fisher qu'ils arrêtèrent. Mais ce dernier fut libéré après l'obtention d'un "gentleman's agreement" qui l'obligea à rendre son troupeau volé aux Mexicains. La pression exercée par les rangers l'obligea même à cesser ses activités illégales et à entamer une activité d'élevage "classique".

### Unas de la gâchette
À la fin des années 1870, Fisher avait la réputation d'être très rapide dans le maniement des armes à feu. En 1878, une dispute entre Fisher et quatre vaqueros mexicains éclata. La légende dit que Fisher se défit du premier en lui lançant un fer rouge ; le second ayant sorti un pistolet, Fisher l'abattit avant de tuer les deux autres. L'enquête prouva que ceux-ci n'étaient pas armés et étaient assis sur une barrière à regarder l'altercation.
Fisher fut arrêté à plusieurs reprises pour des altercations par des membres des forces de l'ordre. Il fut même poursuivi pour "tentative d'homicide", mais comme personne ne vint témoigner, il fut relâché. Bien que connu comme un fauteur de trouble, Fisher était apprécié dans le sud du Texas. Il épousa Sarah Vivian, le 6 avril 1876, et ils eurent quatre filles.
Avec sa nouvelle famille, il commença une nouvelle vie. Il travaillait comme éleveur de bétail. Il servit brièvement en 1883 avec le prérogatives de shérif sur le Comté d'Uvalde, Texas. Pendant cette période, il poursuivit les frères Tom et Jim Hannehans, suspectés de l’attaque d'une diligence. Lorsqu'il les trouva dans leur ranch, près de Leakey dans le Comté de Real, au Texas, les deux frères résistèrent. Fisher abattit Tom, et Jim se rendit. Il fut emprisonné et le butin récupéré. Des années après la mort de Fisher, la mère de Tom Hannehan aurait voyagé jusqu'à son lieu de sépulture; Elle aurait mis le feu à sa tombe et dansé autour de celle-ci.

## Embuscade et meurtre
En 1884, alors qu'il était, pour affaires, à San Antonio, au Texas, Fisher retrouva son vieil ami, as de la gâchette et joueur, Ben Thompson. Thompson était très impopulaire à San Antonio depuis qu'il avait tué un propriétaire de salle de jeu populaire du nom de Jack Harris. C'était un sujet de plus dans les querelles qui opposaient Thompson et les amis de Harris.
Fisher et Thompson jouèrent ensemble le 11 mars au Turner Hall Opéra House. Plus tard, vers 22h30, ils allèrent regarder un vaudeville au théâtre. Un homme de loi local, Jacob Coy était avec eux. Thompson voulait voir le propriétaire, Joe Foster, l'un des amis de Harris qui entretenait la querelle. Thompson avait déjà parlé à Billy Simms, un autre propriétaire de la salle, pour essayer d’apaiser l'affaire.
Fisher et Thompson furent conduits à l'étage afin de rencontrer Foster. Coy et Simms les rejoignirent bientôt. Foster refusa de parler à Thompson. Fisher aurait remarqué que quelque chose n'allait pas. Simms et Foster se tenaient à côté ; Thompson et Fisher se redressèrent brutalement mais furent fauchés par une salve de coups de feu tirés depuis une autre loge. Thompson tomba sur le côté, Coy et Simms se ruèrent sur lui pour l'achever d'une balle dans la tête. Il mourut sur le coup. Fisher fut blessé de 13 balles et eut le temps de tirer un seul coup pour riposter, blessant (peut-être) Coy (il a peut-être été touché par l'un des tireurs de l'autre loge.). Il resta paralysé à vie.
Foster, en essayant de dégainer son pistolet au début de l'affrontement, se tira une balle dans la jambe. Il dut être amputé et mourut peu de temps après.
La description des événements de cette bataille fut assez contradictoire. Il y eut un tollé général pour former un grand jury d'accusation. Aucune action ne fut réellement entreprise par le procureur et la police de San Antonio qui montrèrent peu d'intérêt à cette affaire.
Fischer fut enterré dans son ranch puis ultérieurement son corps fut déplacé au cimetière des pionniers à Uvalde, au Texas.

## Dans la culture populaire
- Fisher est représenté par Jack Lambert en 1959 dans l'épisode "l'Incident à Leadville" de la série télévisée Bat Masterson qui met en vedette Gene Barry.
- Fisher est interprété par Robert Yuro dans les années 1970 dans l'épisode "le Roi de la Uvalde Route" de la série télévisée les jours de la Vallée de la Mort, avec Dale Robertson en tant qu'invité et co-star de cet épisode. Dans le scénario, Fisher tente d'empêcher le courrier de Uvalde d'être livré à San Antonio. Il sait que si le courrier arrive à destination, cela compromettra son avenir[4].
- Alfred Molina joue Fisher dans le film de 2001 les Rangers du Texas.
- Dans le film de William W Johnstone "Flintock : un temps pour les Vautours", King Fisher apparait comme un homme "refait" qui, après sa mort, a été sauvé par un ingénieur à l'aide de pièces d'horlogeries.